# Figaro boardmani
Figaro boardmani е вид хрущялна риба от семейство Scyliorhinidae.

## Разпространение
Видът е разпространен в Австралия (Виктория, Западна Австралия, Куинсланд, Нов Южен Уелс, Тасмания и Южна Австралия).